# Tomáš Plavnický
Gorazd Tomáš Plavnický je bývalý český římskokatolický kněz a premonstrátský řeholník, známý také pro aféru, kdy uřízl muži varle.
Pochází z obce Hromoš na východním Slovensku.
V letech 2018–2022 byl jedním z jednatelů společnosti Klášter Želiv, s. r. o.
K jáhenské službě byl ustanoven v Humpolci. Krátce působil v Havlíčkově Brodě. Dne 21. října 2017 přijal z rukou biskupa Jana Vokála kněžské svěcení. Působil jako farní vikář ve farnosti Humpolec.
Roku 2022 byl odsouzen za to, že během homosexuálních hrátek uřízl muži varle. Podle znalců duchovní trpí sadistickou a nekrofilní úchylkou. Soud mu nařídil ústavní ochrannou sexuologickou léčbu. Odsoudil ho k trestu odnětí svobody ve výměře tři roky, výkon trestu mu byl podmíněně odložen na zkušební dobu čtyř let.